# لورين ماهوني
لورين ماهوني (بالإنجليزية: Loren Mahoney)‏ (9 فبراير 1992 في أستراليا - ) هي لاعبة كرة قدم أسترالية في مركز الدفاع. لعبت مع سيدني إف سي ونادي أديلايد يونايتد.

## وصلات خارجية
- لورين ماهوني على موقع قاعدة بيانات كرة القدم.إي يو (الإنجليزية)